# إدارة بارايسو
إدارة بارايسو (بالإنجليزية: El Paraíso Department)‏ هي إدارة في هندوراس، تتبع هندوراس، بلغ عدد سكانها 455٬507 نسمة، في 2013، عاصمتها جوسكاران، تبلغ مساحتها 7٬489 كيلومتر مربع.